# Volga en flammes
Pour plus de détails, voir Fiche technique et Distribution.
Volga en flammes est un film franco-tchécoslovaque réalisé par Viktor Tourjanski, sorti en 1934.

## Synopsis
Dans la Russie tzariste du XIXe siècle, un aventurier, Silatchoff, s'est proclamé tsar du peuple et occupe, avec sa horde de bandits, une forteresse isolée  près de la Volga. En route vers celle-ci, il est sauvé par un jeune officier Orloff., lors d’une tempête de neige. Arrivé à destination,Orloff tombe instantanément amoureux de la fille du colonel, Sacha, ce qui lui vaut l’inimitié durable du lieutenant Schalin,  ancien prétendant également fou d'elle. Mais une menace se prépare, celle d'une révolte de paysans conduite par Silatchoff, avec la complicité de Schalin. 

## Fiche technique
- Titre : Volga en flammes
- Réalisation : Viktor Tourjanski, assisté de Boris de Fast
- Scénario : Boris de Fast, Jacques Natanson et Viktor Tourjanski d'après le roman d'Alexandre Pouchkine La Fille du capitaine
- Décors : Andrej Andrejew et Stepán Kopecký
- Costumes : René Hubert
- Photographie : Václav Vích et Fritz Arno Wagner
- Montage : Antonín Zelenka
- Musique : Willy Schmidt-Gentner
- Production : Charles Philipp pour AB, Films Charles Philipp et Omnia Paris
- Pays d'origine :  France /  Tchécoslovaquie
- Format : Noir et blanc - 35 mm - 1,37:1 - Son mono
- Genre : Drame de guerre
- Durée : 86 minutes  (1 h 26)
- Date de sortie : 
  - France : 6 avril 1934

## Distribution
- Albert Préjean : Orloff
- Valéry Inkijinoff : Silatschoff
- Danielle Darrieux : Macha
- Raymond Rouleau : Schalin
- Nathalie Kovanko : Olga
- Henri Marchand : Ivan
- Jacques Berlioz : Le colonel
- Marcelle Worms : Sa femme
- Josef Zezulka : Garde
- Jean Worms : (rôle indéterminé)